# (709487) 2013 BL76
(87269) 2000 OO67,
2002 RN109, 2007 DA61,
2005 VX3, 
(308933) 2006 SQ372, 
2007 DA61,
2010 BK118, 2010 GB174, (336756) 2010 NV1,
2012 DR30, 2012 VP113,
2013 AZ60, 2013 RF98, 
(709487) 2013 BL76 est un objet transneptunien consiréré comme centaure du disque des objets épars et nuage d'Oort interne. Il mesure environ 30 kilomètres de diamètre. Son orbite est fortement inclinée, presque perpendiculaire à l'écliptique. Ce pourrait être une comète éteinte.
À l'époque février 2017, il s'agit de la planète mineure avec le cinquième plus grand demi-grand axe héliocentrique dans le système solaire (parmi de plus grands se trouvent 2014 FE72, 2012 DR30 et 2005 VX3). 2013 BL76 a un demi-grand axe barycentrique d'environ 964 unités astronomiques, ce qui est le troisième plus grand demi-grand axe barycentrique parmi les planètes mineures.

## Nature et dimensions
Avec une magnitude absolue (H) de 10.8 et un albédo inconnu, 2013 BL76 possède un diamètre estimé entre 15 et 40 kilomètres. Étant donné qu'aucun dégazement n'a été observé, on ne sait pas s'il s'agit d'une comète ou non. Il pourrait aussi s'agir d'un damocloïde, un type de planètes mineures qui étaient à l'origine des comètes mais ont perdu la majeure partie de ses matériaux volatiles de surface après ses multiples orbites autour du Soleil. Il pourrait également s'agir d'une comète dormante qui n'a simplement pas été observée en train de dégazer.

## Orbite
(709487) 2013 BL76 est passé au périhélie, à 8,3 unités astronomiques du Soleil, le 27 octobre 2012. Il a alors atteint une magnitude apparente d'environ 20. En 1927, lorsqu'il était à 100 unités astronomiques du Soleil, il avait une magnitude apparente d'environ 30,8. À titre de comparaison, la planète naine potentielle (90377) Sedna avait une magnitude apparente de 21,7 lorsqu'elle était à 100 unités astronomiques du Soleil. 2013 BL76 se trouve à l'opposition début septembre.
Il restera à moins de 50 unités astronomiques du Soleil jusqu'en 2045. Après avoir quitté la région planétaire du système solaire, 2013 BL76 aura un aphélie barycentrique de 1 920 unités astronomiques et une période orbitale  de 29 900 ans.
L'orbite de (709487) 2013 BL76 l'emmène actuellement plus près de Saturne que de n'importe quelle autre planète géante. Dans une intégration de son orbite sur une période de 10 millions d'années, l'orbite nominale (meilleur ajustement) acquiert un périhélie de 0,5 unité astronomique (plus près du Soleil que l'orbite de Vénus) et un des clones à 3 sigmas acquiert un périhélie de seulement 0,008 unité astronomique (1,2 million de kilomètres).
(709487) 2013 BL76 se trouve formellement sur une orbite rétrograde, mais en pratique celle-ci est quasiment perpendiculaire au plan de l'écliptique.